# Одноэлектронное приближение
Одноэлектронное приближение — приближённый метод нахождения волновых функций и энергетических состояний квантовой системы со многими электронами.
В основе одноэлектронного приближения лежит предположение, что квантовую систему можно описать как систему отдельных электронов, движущихся в усреднённом потенциальном поле, которое учитывает взаимодействие как с ядрами атомов, так и с другими электронами.
Волновая функция многоэлектронной системы в одноэлектронном приближении выбирается в виде детерминанта Слэтера определённого набора функций, зависящих от координат одной частицы. Эти функции являются собственными функциями одноэлектронного гамильтониана с усреднённым потенциалом.
В идеале потенциал, в котором движутся электроны, должен быть самосогласованным. Чтобы достичь этой цели, используют итерационную процедуру, например, метод Хартри-Фока или его релятивистское обобщение — приближение Хартри-Фока-Дирака. Однако часто систему описывают модельным потенциалом.

## Числа заполнения
Одноэлектронный гамильтониан в общем случае имеет вид
{\displaystyle {\hat {H}}=-{\frac {\hbar ^{2}}{2m}}\Delta +V(\mathbf {r} )},
где {\displaystyle V(\mathbf {r} )} — усреднённый потенциал.
Спектр волновых функций гамильтониана определяется решениями уравнения
{\displaystyle {\hat {H}}\psi _{i}=E_{i}\psi _{i}},
где {\displaystyle i} — индекс для нумерации этих функций. Для построения волновой функции многоэлектронной системы с {\displaystyle N} электронами можно выбрать {\displaystyle N} любых функций или {\displaystyle N} суперпозиций этих функций, однако, учитывая принцип запрета Паули, все они должны быть разными.
Основному состоянию квантовой системы соответствует набор из {\displaystyle N} функций, для которых одноэлектронные энергии {\displaystyle E_{i}} минимальны.
Полная энергия основного состояния системы определяется суммой одноэлектронных энергий
{\displaystyle E=\sum _{i=1}^{N}E_{i}}.
Волновая функция многоэлектронной системы конструируется из волновых функций {\displaystyle \psi _{i}} с учётом требования антисимметричности по перестановкам. В основном это делается с использованием детерминанта Слэтера. Используя операторы рождения, эту волновую функцию можно представить в виде
{\displaystyle \psi ={\hat {a}}_{1}^{\dagger }{\hat {a}}_{2}^{\dagger }\ldots {\hat {a}}_{N}^{\dagger }|0\rangle }.
Волновую функцию возбуждённого состояния можно построить, выбрав вместо одной из собственных функций одноэлектронного гамильтониана с наименьшей энергией любую другую функцию.
В общем, если выбрать произвольный набор одноэлектронных волновых функций, то волновую функцию многоэлектронной системы можно характеризовать набором индексов одноэлектронных функций:
{\displaystyle |i_{1},i_{2},\ldots ,i_{n}\rangle }, или же считать, что некоторые из одноэлектронных состояний заполнены, а некоторые нет. Присваивая заполненным состояниям число 1, а незаполненным — 0, можно построить бесконечную цепочку единиц и нулей, характеризующую состояние многоэлектронной системы. Такая цепочка называется представлением чисел заполнения.
В статистической физике волновая функция многоэлектронной системы не может быть определена точно. Состояние системы смешанное и описывается матрицей плотности, которая удовлетворяет распределению Ферми-Дирака.

## Значения
Метод одноэлектронного приближения широко используется в квантовой химии и теории твёрдого тела. В частности, на нём основывается зонная теория.